# Феодор Далассин
Феодор Далассин (умер после 1067) — государственный деятель Византийской империи.

## Биография
Происходил из влиятельной семьи Далассинов. Скорее всего, он был сыном Константина Далассина, дуки Антиохии (впрочем, некоторые исследователи рассматривают его как сына Феофилакта Далассина, но это маловероятно учитывая дальнейшую карьеру Феодора Далассина). Родился в конце 1010-х или начале 1020-х годов. Получил классическое в качестве аристократа образование. Однако молодость провёл среди родни в феме Армениакон.
Попытки отца несколько раз захватить трон привели к тому, что в 1039 и 1042 году семья была сослана. Вместе с отцом находился в ссылке и Феодор. Брак сестры последнего с Константином Дукой сменил связи Далассинов с другой влиятельной придворной группой.
С восхождением Феодора на императорский трон он сделал скорую карьеру, получив титул патрикия. Не поддерживал свою родственницу Анну в противостоянии Дукам. Впоследствии становится проэдром. В 1050-х годах получил титул вестарха и должность стратега фемы Опсикий.
В декабре 1062 года назначается на одну из важных фем — Фессалоники в должности дуки. В этой должности поддерживал Иверский монастырь, выдав дарственную грамоту на владение Мелиссургией Иверскому монастырю, располагавшемуся на границе Афона.
В 1067 году после смерти императора Константина X прибыл в Константинополь, где помогал императрице Евдокии Макремволитисе с регентством. Последняя предоставила тому титул протоновелиссима, который специально положил начало для Феодора Далассина. Этот титул стал выше среди знати, не принадлежавшей к правящей династии. Впрочем влияние Далассина оставалось недолго: неизвестно действовал ли он вместе с цезарем Иоанном Дукой, или против него. Впрочем, после получения власти Романом Диогеном фамилия Феодора Далассина исчезает из письменных источников.
Сыном Феодора Далассина был талассократор Константин Далассин.